# Sensations (pel·lícula)
Sensations és una pel·lícula pornogràfica de 1975 escrita per Veronique Monet, dirigida per Lasse Braun, i protagonitzada per l'escriptora Brigitte Maier. També inclou una aparició de Tuppy Owens. Presentada al Festival Internacional de Cinema de Canes, es va convertir en la primera pel·lícula pornogràfica europea que es va distribuir als Estats Units.

## Argument
Maier i Monet interpreten dues noies que viatgen a Amsterdam a la recerca de sexe interessant.

## Repartiment
- Brigitte Maier - Margaret
- Véronique Monod - Véronique
- Helga Trixi - Trixie
- Frédérique Barral - Liza
- Robert Le Ray - Lord Weatherby
- Tuppy Owens - Lady Pamela

## Recepció
El 1987 fou inclosa al Saló de la Fama de XRCO.